# Sabatia arenicola
Sabatia arenicola är en gentianaväxtart som beskrevs av Jesse More Greenman. Sabatia arenicola ingår i släktet Sabatia och familjen gentianaväxter. Inga underarter finns listade i Catalogue of Life.